# Dragstrip Girl
Série Rebel Highway
Shake, Rattle and Rock!
(1994) Vilaines Filles et Mauvais Garçons
(1994)
Pour plus de détails, voir Fiche technique et Distribution.
Dragstrip Girl est un téléfilm américain réalisé par Mary Lambert, diffusé en 1994.
Ce téléfilm fait partie de Rebel Highway, une anthologie rendant hommage aux films de « séries B » des années 1950 produits par American International Pictures et souvent diffusés en double programme et/ou dans des drive-in. Ces nouvelles versions mettent en scène de jeunes acteurs « en vogue » des années 1990.

## Synopsis
Johnny Ramirez est employé dans un parking. Il arrondit ses fins de mois en volant des voitures et en revendant les pièces détachées. Il rencontre la belle et riche Laura Bickford. Johnny sent qu'il mène enfin la vie dont il rêvait. Mais cette relation ne plait pas à tout le monde.

## Fiche technique
Sauf indication contraire, les informations mentionnées dans cette section peuvent être confirmées par la base de données cinématographiques IMDb,  présente dans la section « Liens externes ».
- Titre original : Dragstrip Girl
- Réalisation : Mary Lambert
- Scénario : Jerome Gary
- Musique : Hummie Mann
- Montage : Gordon Antell
- Photographie : Sandi Sissel
- Costumes : April Napier
- Production : Lou Arkoff, David Giler, Debra Hill, Willie Kutner

Producteur associé : Amy Grauman Danziger
Coproducteur : Llewellyn Wells
- Société de production : Showtime
- Durée : 82 minutes
- Pays d'origine :  États-Unis
- Budget : 1,3 million de dollars[2]
- Langue originale : anglais
- Format : couleur - 4/3 - 35 mm - son stéréo
- Genre : drame
- Dates de sortie :

 États-Unis : 2 septembre 1994 (1re diffusion sur Showtime)

## Distribution
- Mark Dacascos : Johnny Ramirez
- Natasha Gregson Wagner : Laura Bickford
- María Celedonio : Pearl
- Christopher Crabb : Alex
- Raymond Cruz : Doogie
- Frederick Coffin : M. Bickford
- Traci Lords : Blanche
- Richard Portnow : Dryden
- Tracy Wells : Megan
- Augusto Sandino : Anthony

## Production
Lou Arkoff (en) (fils de Samuel Z. Arkoff) et Debra Hill lancent la série de téléfilms Rebel Highway. Ils invitent plusieurs réalisateurs confirmés comme William Friedkin, Joe Dante, Uli Edel, ou encore John Milius. Chacun doit choisir un titre parmi les anciens films produits par Samuel Z. Arkoff via American International Pictures. Chaque réalisateur ou réalisatrice peut ensuite engager les scénaristes de leur choix, créer l'histoire de leur choix (similaire ou non à celle du film original). Chaque cinéaste peut également choisir son directeur de la photographie, son monteur et dispose du final cut.
Chaque téléfilm dispose d'un budget de 1,3 million de dollars et de seulement douze jours de tournage. Les actrices et acteurs choisies doivent être des personnalités en pleine ascension.
Dragstrip Girl tient son titre du film du même nom (en) d'Edward L. Cahn sorti en 1957. L'intrigue n'a cependant rien à voir.
Le tournage a lieu à Los Angeles.

## Accueil
Sur le site The A.V. Club, Nathan Rabin écrit notamment « le film a une atmosphère rêveuse et éthérée à revendre, mais Mary Lambert et le scénariste Jerome Gary ne parviennent pas à remplir le film du rêve évocateur des années 50 avec des personnages sympathiques ou intéressants ». Sur l'agrégateur américain Rotten Tomatoes, 22% des spectateurs donnent un avis favorable.

## Les téléfilmsRebel Highway
1. Roadracers de Robert Rodriguez, avec David Arquette et Salma Hayek (22 juillet 1994)
2. Confessions d'une rebelle (Confessions of a Sorority Girl) d'Uli Edel, avec Jamie Luner et Alyssa Milano (29 juillet 1994)
3. Motorcycle Gang de John Milius, avec Gerald McRaney et Jake Busey (9 août 1994)
4. Runaway Daughters de Joe Dante, avec Julie Bowen et Paul Rudd (12 août 1994)
5. Girls in Prison de John McNaughton, avec Anne Heche et Ione Skye (19 août 1994)
6. Shake, Rattle and Rock! d'Allan Arkush, avec Renée Zellweger et Howie Mandel (26 août 1994)
7. Dragstrip Girl de Mary Lambert, avec Mark Dacascos et Natasha Gregson Wagner (2 septembre 1994)
8. Vilaines Filles et Mauvais Garçons (Jailbreakers) de William Friedkin, avec Antonio Sabato Jr. et Shannen Doherty (9 septembre 1994)
9. Cool and the Crazy de Ralph Bakshi, avec Jared Leto et Alicia Silverstone (16 septembre 1994)
10. Reform School Girl de Jonathan Kaplan, avec Aimee Graham et Matt LeBlanc (23 septembre 1994)